# Al-Khazneh
Al-Khazneh (àrab: الخزنة, al-Ḫazna, ‘el Tresor’) és un dels temples més elaborats de Petra (Jordània), una ciutat del Regne dels Nabateus habitada pels àrabs en l'antiguitat. És la primera construcció de certa entitat que troba el viatger quan emergeix del Siq, el congost d'1,5 km que cal recórrer per arribar a la ciutat.
Com amb la majoria dels altres edificis d'aquesta antiga ciutat, inclòs el monestir (en àrab: Ad Deir), aquesta estructura va ser tallada en una roca de pedra sorrenca. Es creu que l'estructura va ser el mausoleu del rei nabateu Aretes IV al segle i. És una de les atraccions turístiques més populars tant a Jordània com a la regió. Va ser conegut com «Al-Khazneh» (El Tresor), a principis del segle xix pels beduïns de la zona, ja que havien cregut que contenia tresors amagats.

## El seu nom
Al-Khazneh significa «El Tresor» en àrab, un nom derivat de les llegendes sobre l'urna decorativa de pedra alta del segon nivell, que en realitat és pedra arenisca sòlida.
Una llegenda diu que el faraó egipci i alguns dels seus exèrcits van escapar del tancament de les aigües de la mar Roja, van crear el Khazneh amb màgia com un lloc segur per al seu tresor i van continuar en la seva persecució de Moisès. Això va donar lloc al nom de Khazneh el-Far'oun, «El tresor del faraó».

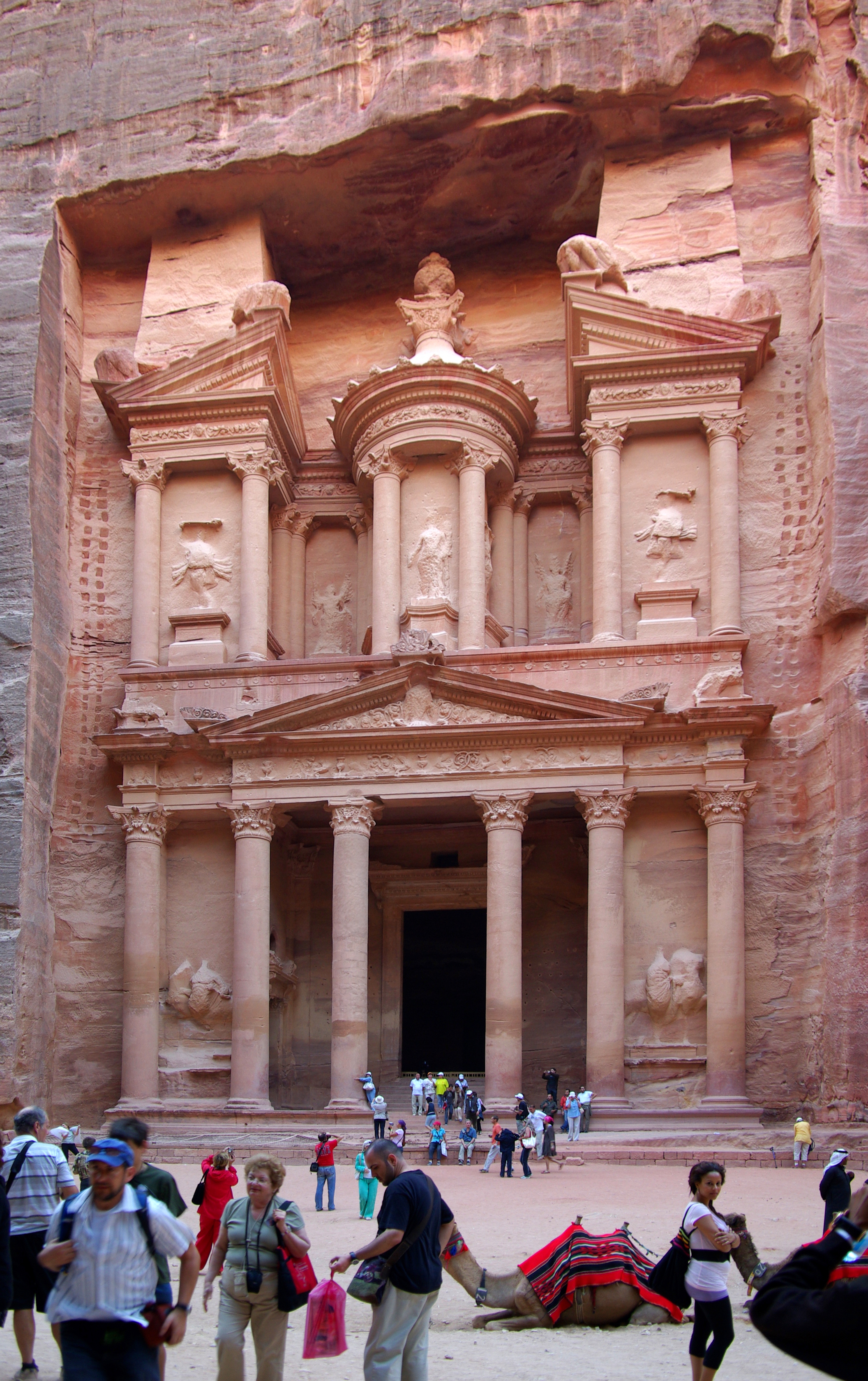
El Tresor de Petra és el monument més fotografiat de la ciutat
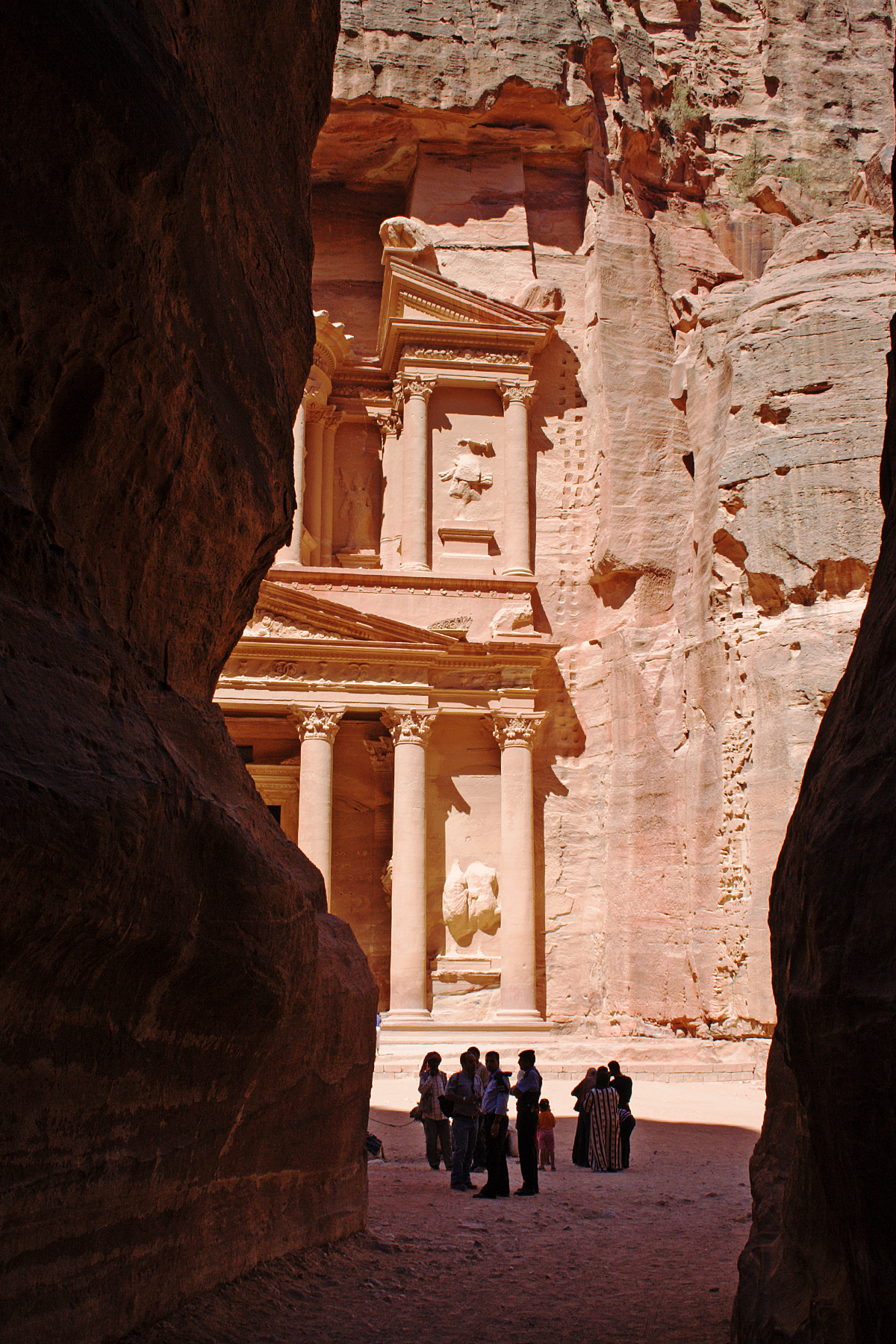
El Tresor de Petra vist des del congost d'accés

Malgrat el seu nom, «El Tresor», no té cap relació amb aquest nom, ja que podria haver sigut un temple o una tomba reial, però el saqueig realitzat pels beduïns durant els segles precedents al seu descobriment per part de l'arqueologia impedeixen saber del cert la seva utilització. No obstant això, els beduïns creien que els pirates havien amagat un important tresor faraònic al tholos, la cúpula en forma d'urna gegant que hi ha a la glorieta central del segon nivell, i li van donar el seu nom per això. Els trets realitzats pels beduïns contra l'urna es poden apreciar a simple vista des de baix. Una altra història explica que van ser els otomans van disparar contra l'urna en creure que els beduïns hi havien amagat el fruit dels seus saquejos.
L'explorador suís Johann Ludwig Burckhardt va escriure sobre una altra llegenda local que deia «els antics tresors del faraó» estaven amagats a l'urna. A l'urna es poden veure danys significatius de les bales, que el govern jordà atribueix als beduïns que es van creure en la llegenda.

## Història
Al-Khazneh, de 40 m d'alçada per 28 m d'amplada, va ser construït originalment com a mausoleu i cripta a principis del segle i, durant el regnat d'Aretes IV Filopàter. El seu disseny no té precedents a Petra, de manera que és probable que fos excavat a la roca per constructors hel·lenístics del Pròxim Orient, barrejant el seu propi estil amb el nabateu.
Molts dels detalls arquitectònics de l'edifici s'han erosionat durant els dos mil anys des que es va tallar i esculpir des del penya-segat. Es creu que les escultures són les de diverses figures mitològiques associades amb el més enllà. Al damunt hi ha figures de quatre àguiles que s'emportarien les ànimes. Les figures del nivell superior són amàzones ballant amb destrals dobles. L'entrada està flanquejada per estàtues dels bessons Càstor i Pòl·lux que vivien en part a l'Olimp i en part a l'inframon.

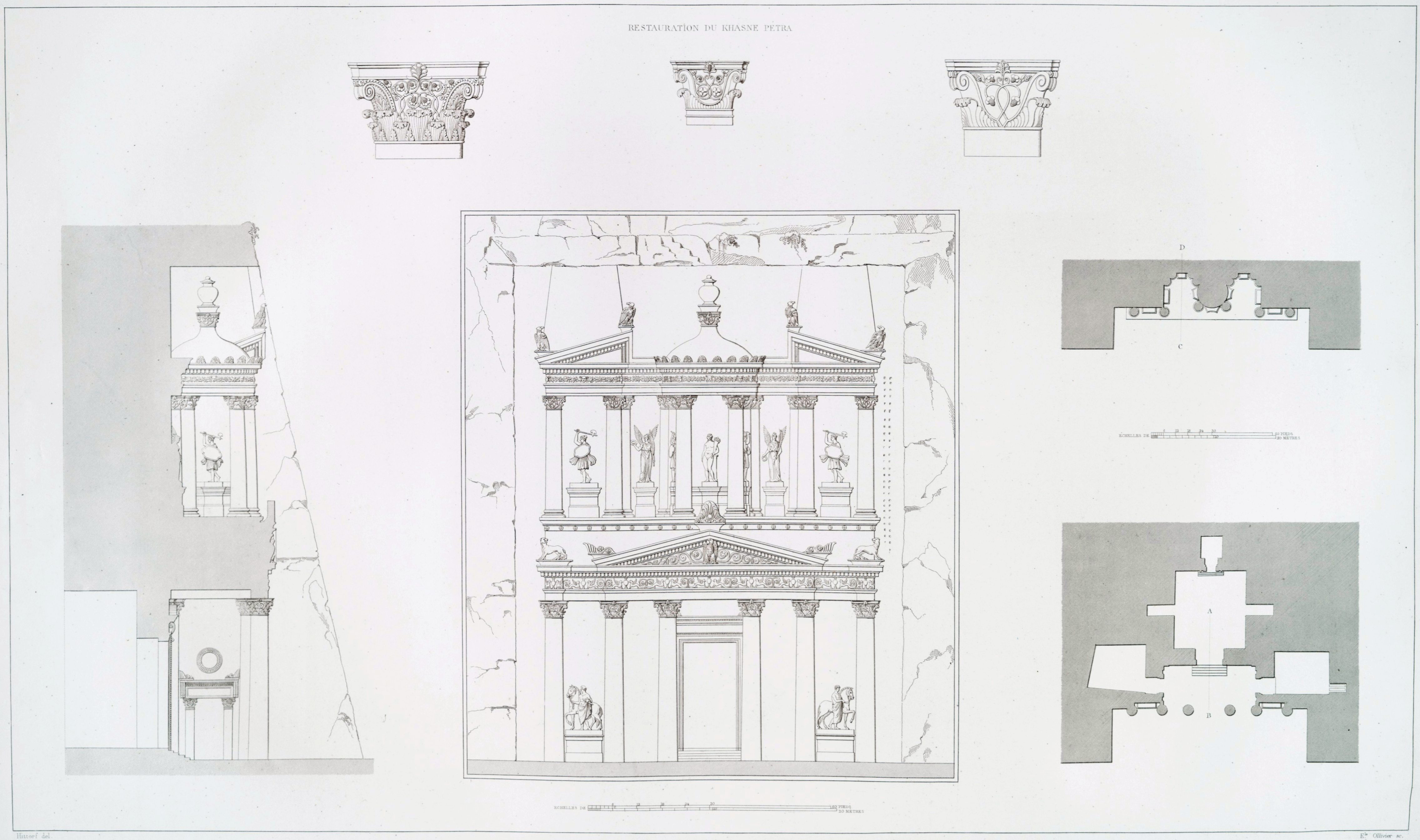
Litografia de 1830 amb alçats i plànol de cada pis (a mitja escala)

En contrast amb l'elaborada façana, l'interior consta d'una cambra principal plana i tres avantcameres amb un volum interior d'uns 2.000 m3.

## Característiques
La façana té dos nivells. L'inferior, de 12 m d'alçada, està decorat amb sis columnes que suporten un frontó, i als costats hi ha relleus escultòrics mal conservats que guarden l'entrada. Es creu que representen Càstor i Pòl·lux, fills de Zeus. Després de la porta hi ha una sala buida d'uns dotze metres quadrats i una mena de buit en el sòl per als rituals en honor dels déus locals, Al·lat, Al-Uzza i Duixara. En el segon nivell hi ha representades tres falses glorietes amb sis columnes frontals. Les glorietes laterals són quadrades i tenen un sostre en forma de frontó inclinat cap als costats, i la central és rodona, sobre aquesta hi ha l'urna i la figura d'una àguila que simbolitza una deïtat masculina nabatea. A les parets sense excavar de les falses glorietes hi ha relleus. A la part central, davant, hi ha la figura de la deessa de la fertilitat de Petra, coneguda com Al-Uzza, associada a Isis.
L'any 2003 es va descobrir una planta inferior davant del Tresor, a uns 6 metres de profunditat, que podria formar part de la Petra submergida pels sediments que encara cal excavar. Conté diverses tombes.

## Impacte del turisme
El 1812, la ciutat de Petra i Al-Khazneh va ser redescoberta per l'explorador suís Johann Ludwig Burckhardt. El rierol que recorria el Siq i desembocava a la plaça que hi ha davant del tresor va ser desviat al segle xix per facilitar l'arribada dels turistes. A mesura que l'Europa occidental va continuar explorant l'Orient Mitjà, el turisme es va fer més comú i, a la dècada del 1920, s'havia obert un petit hotel prop de Petra.
Tot i que Petra no era tan popular com les ciutats més grans i centrals com El Caire, el turisme va començar a canviar l'economia i l'estructura social dels beduïns que vivien a prop.

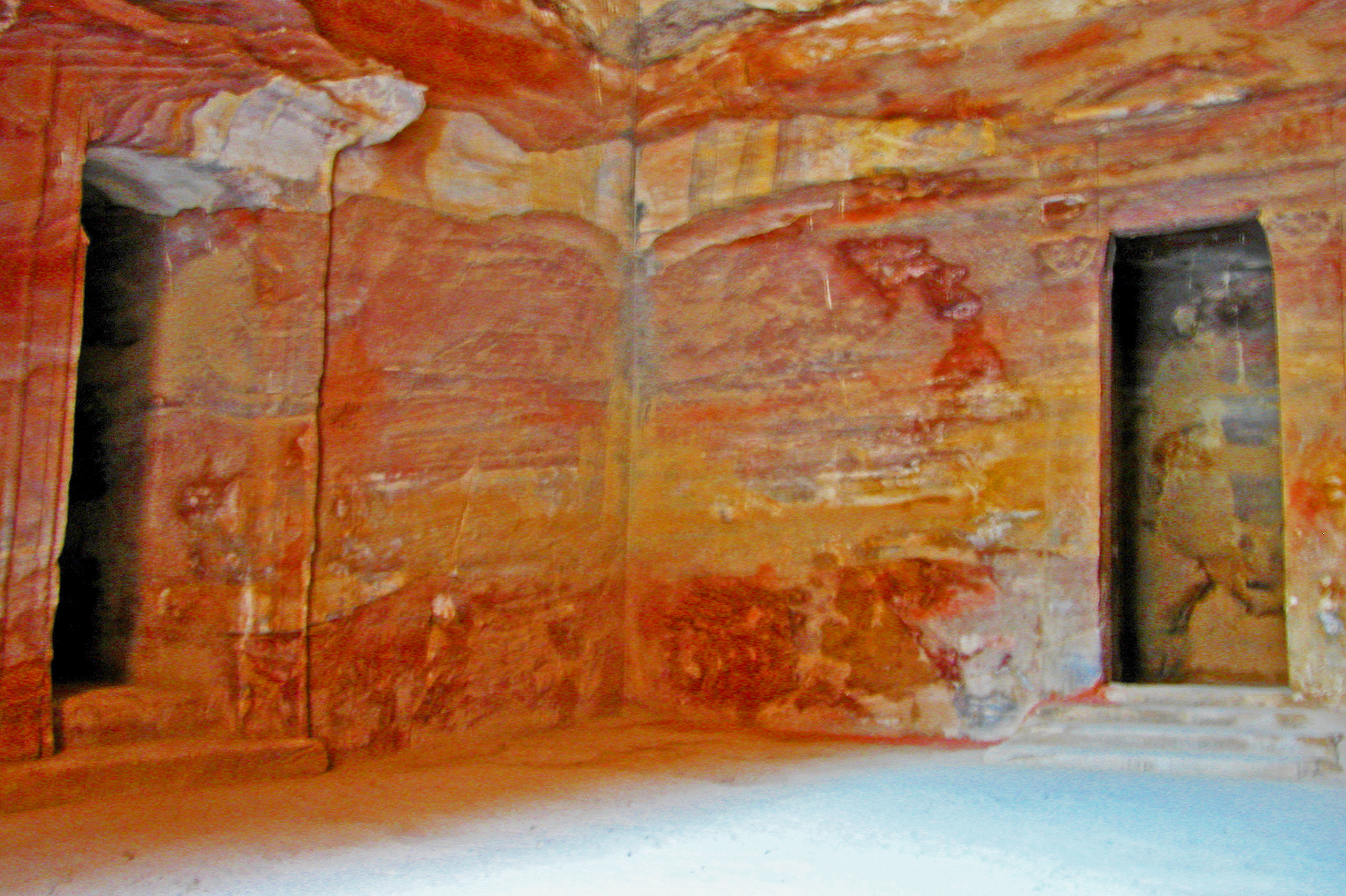
Vista interior de la cambra primària
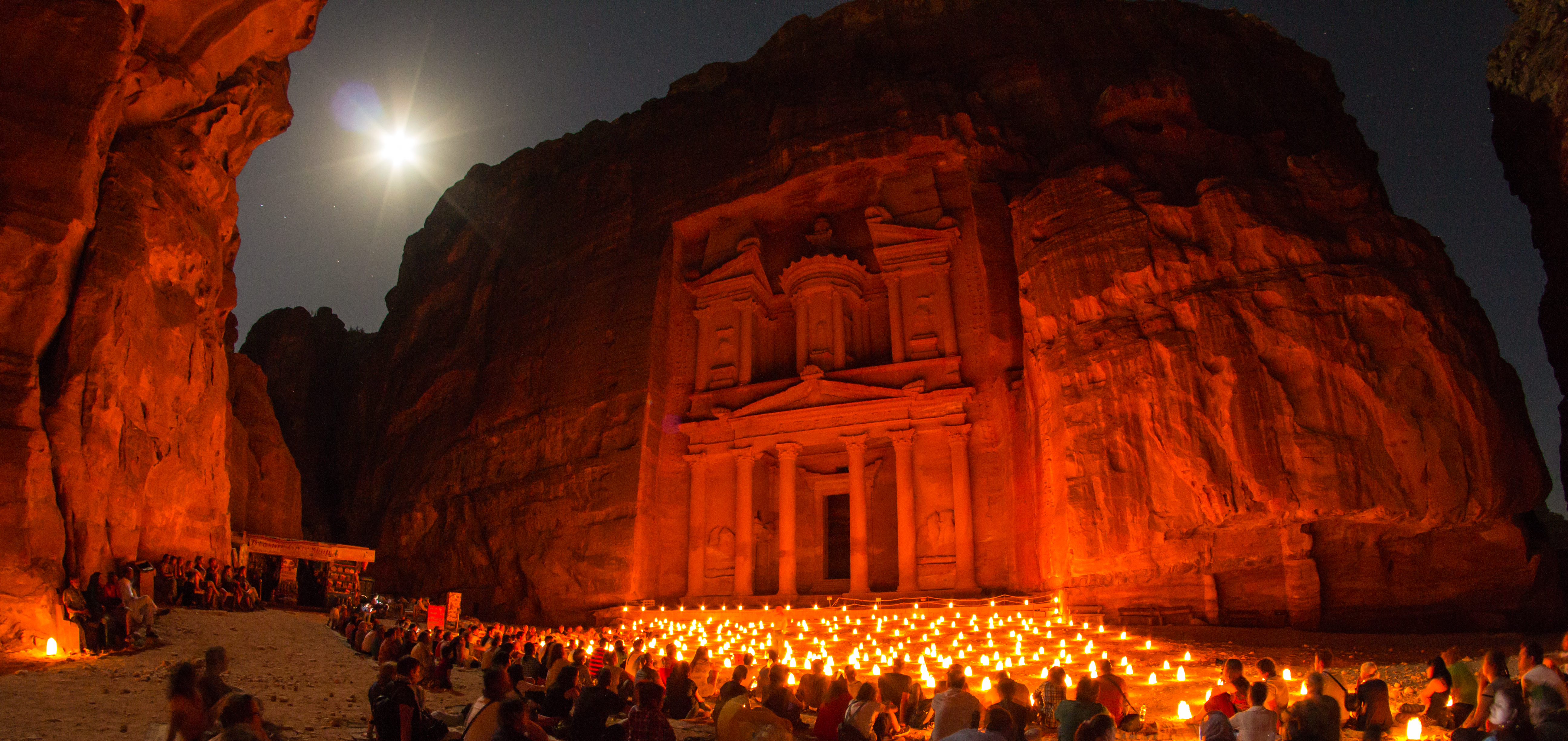
Turistes a Al-Khazneh, durant la nit

El turisme és ara la principal font d'ingressos a Jordània. Els hotels, les botigues de records, els restaurants i els serveis de lloguer de cavalls es troben a un radi de pocs quilòmetres de Petra. Tot i que els efectes econòmics han estat en gran part positius, el lloc s'enfronta a les amenaces de l'augment del turisme.
La humitat de les grans multituds de persones que visiten el lloc pot causar danys a la pedra sorrenca seca. Han aparegut taques blanques a les parets i columnes per la deposició d'àcid esteàric a causa de les mans recolzades contra les parets. La pròpia superfície de Khazneh s'ha retrocedit 40 mm en menys de deu anys per tocar, recolzar-se o fregar les parets.

## En la cultura popular

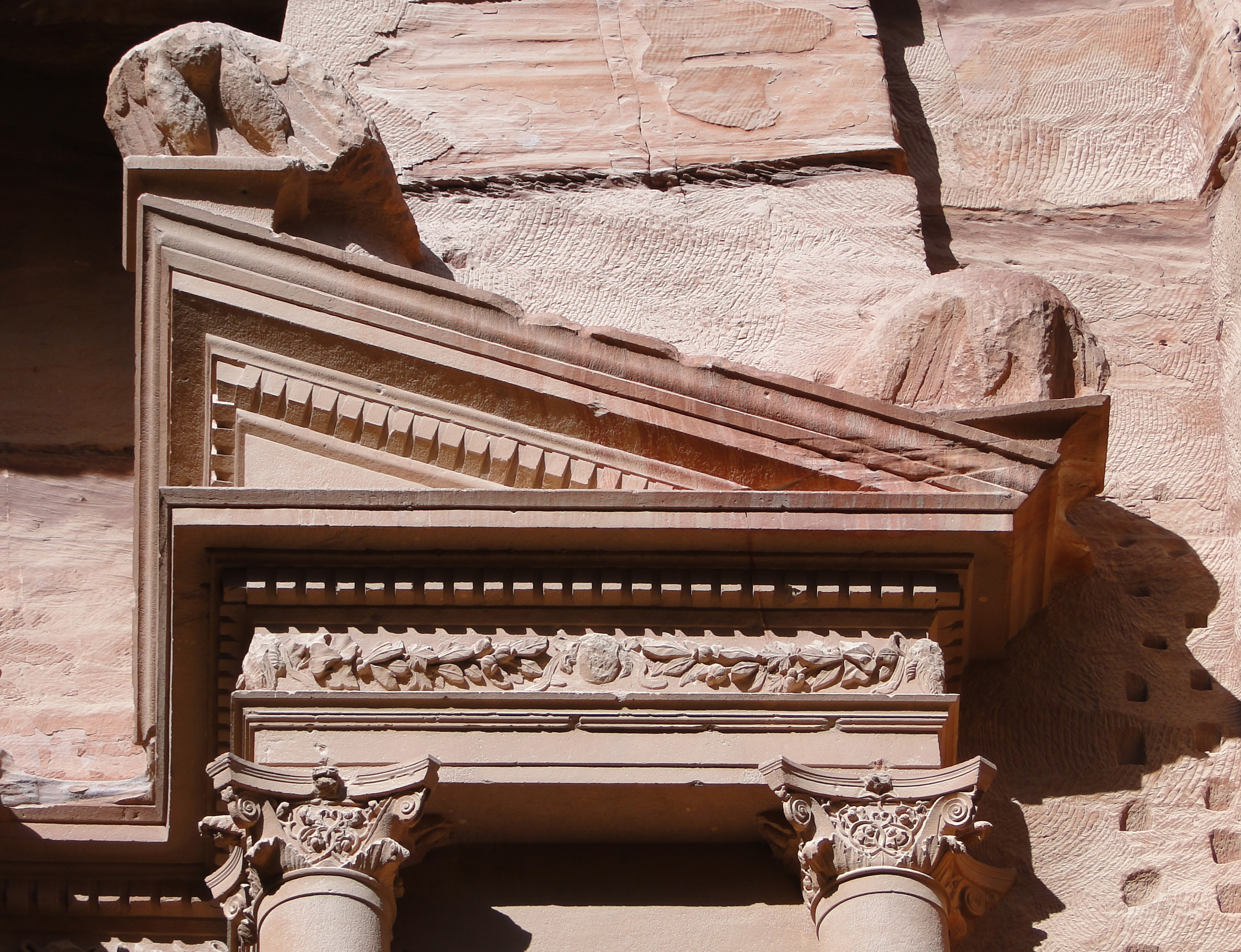
Detall de la façana

El Tresor ha aparegut en moltes pel·lícules de Hollywood, guanyant una fama especial després d'haver aparegut en escenes climàtiques a la pel·lícula Indiana Jones i l'última croada (1989), en què la seva façana es representa com l'entrada al lloc de descans final del Sant Greal. Les escenes interiors del temple es van filmar als Elstree Studios (Anglaterra).
En la sèrie de TV Antigues Megastructures, en l'episodi dedicat a Petra es va parlar sobre El Tresor a les teories de les tècniques i l'enginyeria de construcció nabatea.
El Tresor també està representat al còmic Stoc de coc (1958) d'Hergé (una de Les Aventures de Tintín), a la pel·lícula Simbad i l'ull del tigre (1977), a la sèrie de viatges del canal Sky 1 An Idiot Abroad, al videoclip Dominion (1988) de The Sisters of Mercy, a la sèrie d'història The Naked Archeologist, al drama coreà Misaeng, als videojocs Overwatch (2016)i Mortal Kombat: Annihilation (1997).
Al videojoc Assassin's Creed del 2007, el relleu on Altaïr ibn La-Ahad s'enfronta a Robert de Sablé a la volta de Jerusalem està inspirat en El Tresor.

## Model 3D amb escaneig làser
El Tresor va ser documentat espacialment l'any 2012 pel grup de recerca sense ànim de lucre Zamani Project, especialitzat en documentació digital en 3D del patrimoni cultural material. Es pot veure un model 3D a zamaniproject.org. Les dades generades pel projecte Zamani creen un registre permanent que es pot utilitzar per a la investigació, l'educació, la restauració i la conservació.